# Ploceus sakalava

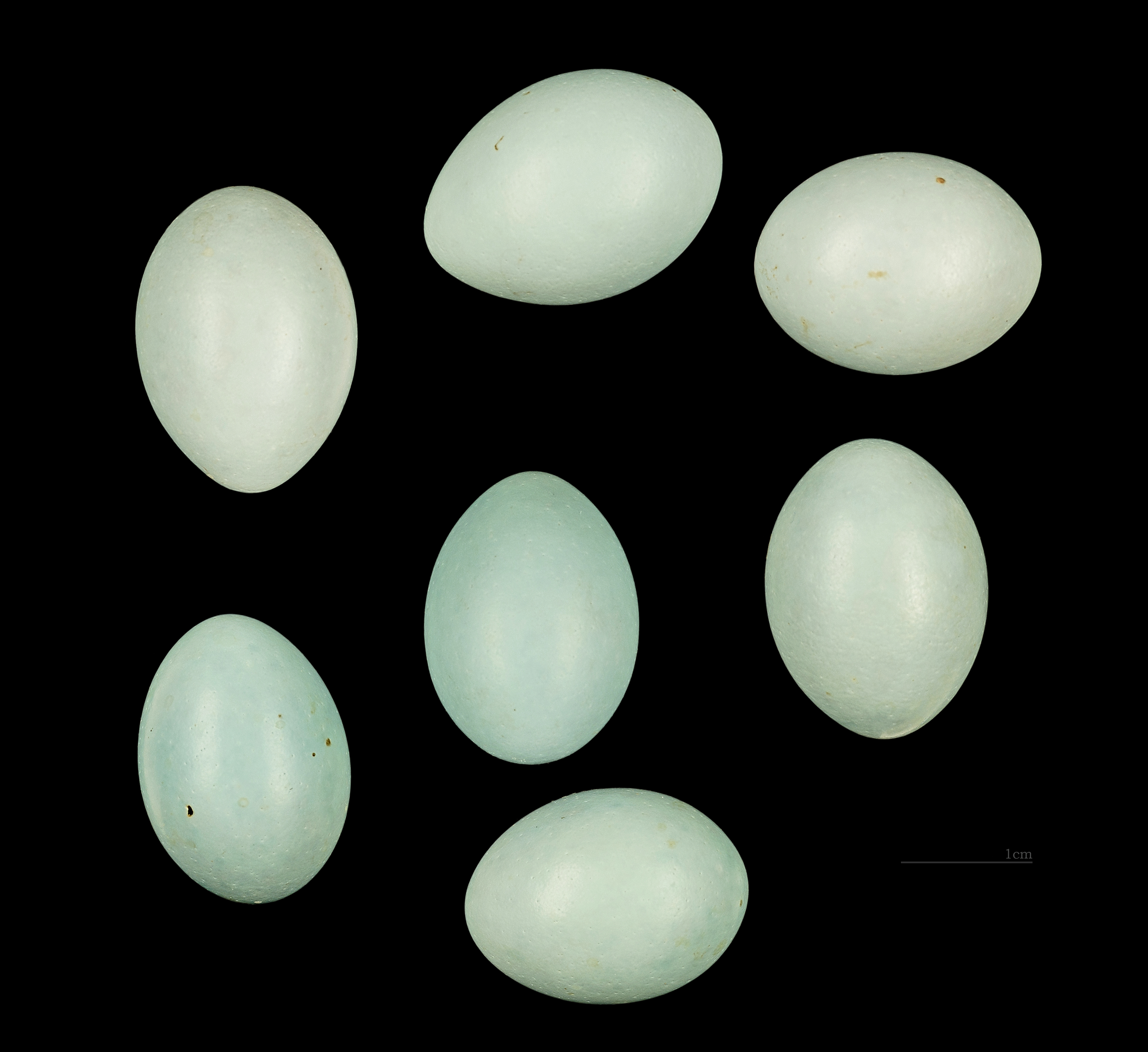
Ploceus sakalava

Ploceus sakalava là một loài chim trong họ Ploceidae.